# Одошнурский сельсовет
Одошнурский сельсовет — сельское поселение в Тоншаевском районе Нижегородской области.
Административный центр — посёлок Буреполом.

## История
Статус и границы сельского поселения установлены Законом Нижегородской области от 15 июня 2004 года № 60-З «О наделении муниципальных образований — городов, рабочих посёлков и сельсоветов Нижегородской области статусом городского, сельского поселения».

## Население
| 2002  | 2010  | 2012  | 2013  | 2014  | 2015  | 2016  |
| ----- | ----- | ----- | ----- | ----- | ----- | ----- |
| 4694  | ↗5297 | ↘5206 | ↘5151 | ↘5079 | ↘5044 | ↘5018 |
| 2017  | 2018  | 2019  | 2020  |       |       |       |
| ↘5012 | ↘4977 | ↘4951 | ↘4901 |       |       |       |

## Состав сельского поселения
| № | Населённый пункт  | Тип населённого пункта          | Население |
| - | ----------------- | ------------------------------- | --------- |
| 1 | Большой Буреполом | деревня                         | ↘46       |
| 2 | Большой Одошнур   | деревня                         | ↘102      |
| 3 | Буреполом         | посёлок, административный центр | ↗3233     |
| 4 | Малый Буреполом   | деревня                         | ↗15       |
| 5 | Малый Одошнур     | деревня                         | ↘12       |
| 6 | Шерстки           | посёлок                         | ↗1889     |